# Acroneuria grahami
Acroneuria grahami és una espècie d'insecte plecòpter pertanyent a la família dels pèrlids.